# Zijingpasset

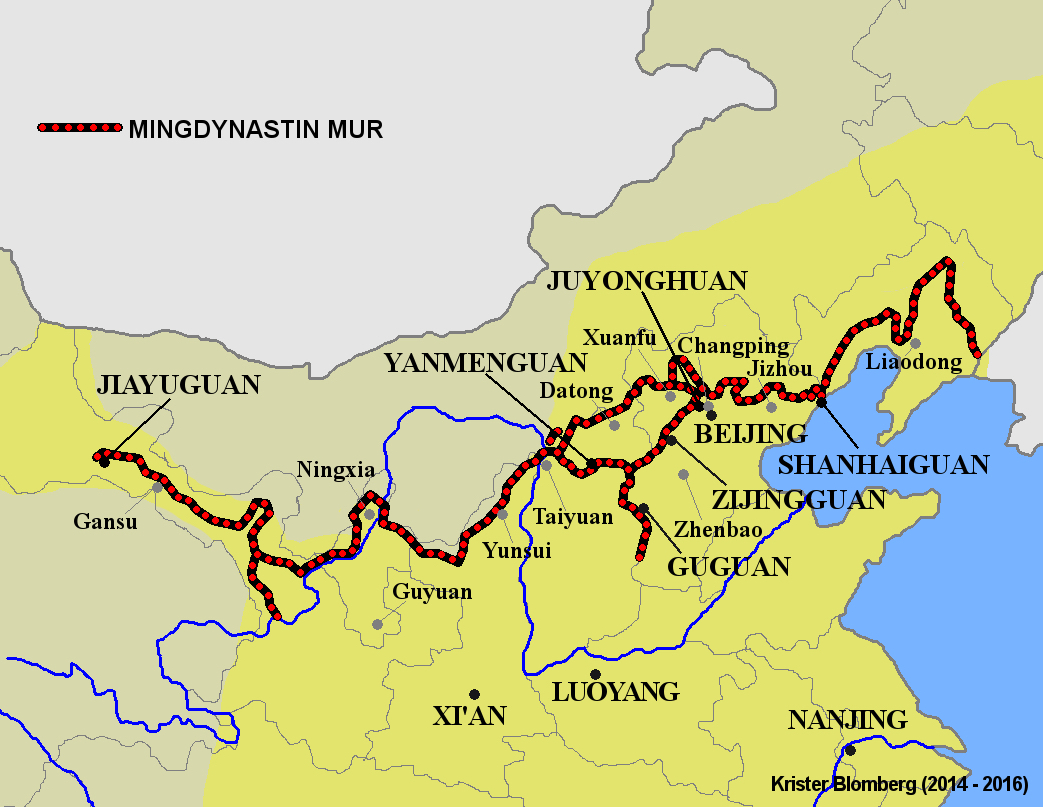
Karta över kinesiska muren från Mingdynastin där Zijingguan är utmärkt.

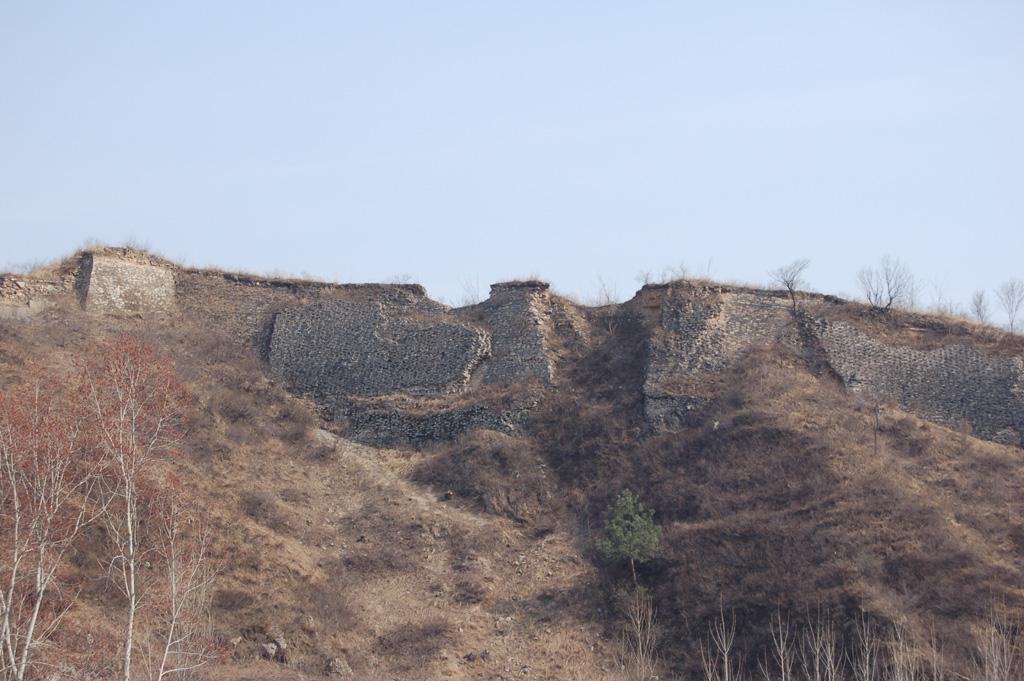
Kinesiska muren vid Zijingguan.

Zijingguan (紫荆关), eller Zijingpasset, är ett bergspass och en historisk strategiskt viktig passage i Kinesiska muren.
Zijingguan ligger 30 km nordväst om Yi i Taihangbergen i Hebei i Kina. Zijingguan ligger även 10 km nordväst om de kejserliga Västra Qinggravarna. Zijingguan är tillsammans med Juyongguan, Daomaguan och Guguan de fyra kända passagen i den kinesiska muren i Mingdynastins "Västra Beijing" (京西) och är även (tillsammans med Juyongguan och Daomaguan) en av de tre inre passagen genom kinesiska muren.
Zijingguan har en lång historia från tiden för De stridande staterna (403–221 f.Kr.) och har byggts om och utökats under många dynastier. Befästningen består av nio olika fort runt bergspasset.